# Marxa del Setge de Cardona
La Marxa del Setge de Cardona és una caminada de resistència no competitiva, organitzada pel Centre Excursionista de Cardona (CEC), que forma part del Circuit Català de Caminades de Resistència (CCCR) de la Federació d'Entitats Excursionistes de Catalunya (FEEC).
La Marxa del Setge de Cardona començà a celebrar-se l'any 2014, amb motiu del tricentenari. Amb sortida i arribada al castell de Cardona, protagonista del setge del 1711, la marxa recorre els principals escenaris per on es va desenvolupar el setge que la vila ducal va patir l'any 1711 durant la Guerra de Successió.